# Tuamotuichthys marshallensis
Tuamotuichthys marshallensis är en fiskart som beskrevs av Nielsen, Schwarzhans, Møller och Randall 2006. Tuamotuichthys marshallensis ingår i släktet Tuamotuichthys och familjen Bythitidae. Inga underarter finns listade i Catalogue of Life.